# USS Walker (DD-517)
«Волкер» (англ. USS Walker (DD-517) — військовий корабель, ескадрений міноносець типу «Флетчер» військово-морських сил США за часів Другої світової війни.
«Волкер» був закладений 31 серпня 1942 року на верфі компанії Bath Iron Works у Баті, штат Мен, де 31 січня 1943 року корабель був спущений на воду. 3 квітня 1943 року він увійшов до складу ВМС США.
Есмінець брав активну участь у бойових діях на морі в Другій світовій війні, бився в Атлантиці, Карибському морі та в Тихому океані, супроводжував атлантичні конвої. За проявлену мужність та стійкість у боях корабель Другої світової війни «Волкер» отримав 6 бойових зірок. Крім того, есмінець отримав дві бойові зірки за службу в Корейській війні та три бойових зірки за службу у війні у В'єтнамі.